# 瓦里奧斯烏尼多斯 (阿瓜杜爾塞區)
瓦里奧斯烏尼多斯（西班牙語：Barrios Unidos），是巴拿馬的城鎮，位於該國中部，由科克萊省的阿瓜杜爾塞區負責管轄，面積64.5平方公里，2010年人口9,390，人口密度每平方公里145.6人。